# Bernard & Graefe
Bernard & Graefe ist ein Verlag in Bonn. Er wurde 1922 gegründet und gehört zur Mönch Verlagsgesellschaft.

## Geschichte

### Bernard & Co.
1909 gründete Constantin Bernard den Verlag Bernard & Co. in Metgethen bei Königsberg in Ostpreußen. Er verlegte dort unter anderem die Danziger Verkehrszeitung, die Elbinger Verkehrs-Zeitung und die Insterburger Verkehrs-Zeitung seit 1913.
1917 eröffnete er eine Filiale in Berlin N 4 in der Chausseestraße 100. 1925 gab es eine kurzzeitige Niederlassung in New York. Um 1927 gab Constantin Bernard die Leitung des Verlages an Familienangehörige ab. 1933/34 wurde der Verlag Bernard & Co. in Berlin geschlossen.

### Bernard & Graefe 1922 bis 1944
1922 gründete Constantin Bernard mit Bodo Graefe zusätzlich den Verlag Bernard & Graefe in der Wöhlertstraße 12 in Berlin N 4, wahrscheinlich als Übernahme der Hansa Buchdruckerei. 1924 wurde dieser nach Charlottenburg in die Sömmeringstraße verlegt. 1927/28 übernahm Bodo Graefe allein die Leitung. 
Der Verlag Bernard & Graefe verlegte vor allem Literatur zu Militärgeschichte und Militärtechnik sowie Dokumente und Anweisungen der Wehrmacht. Dazu wurden einige Schriften für Deutsche im Ausland, besonders in den verlorenen Gebieten von 1919 (Elsass, Rheinland, Südtirol) herausgegeben, darunter Romane der elsässischen Schriftstellerin Marie Hart.
1944 wurde der Verlag geschlossen.

### Bernard & Graefe seit 1952

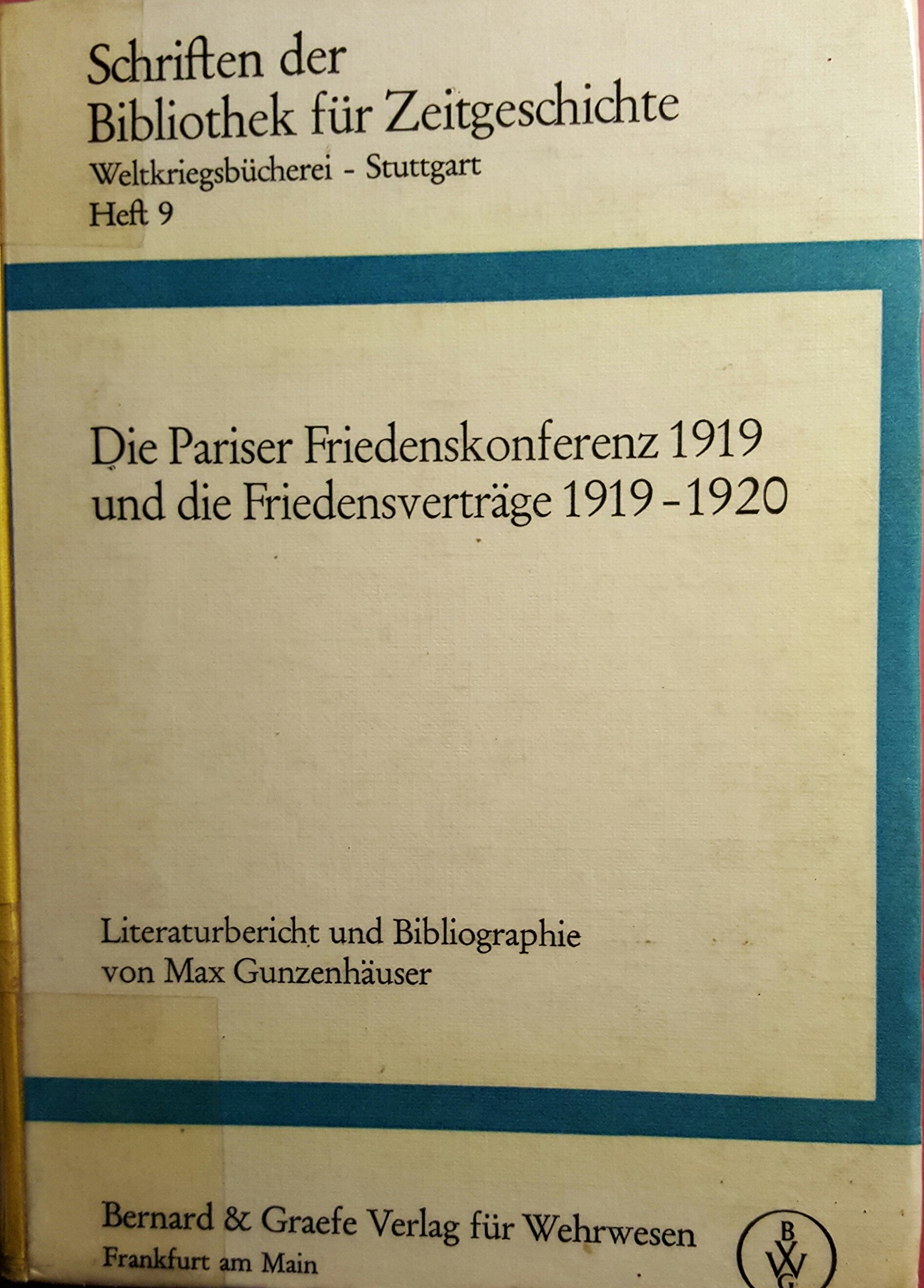
Die Pariser Friedenskonferenz 1919, 1970

1952 wurde der Verlag Bernard & Graefe in West-Berlin wiedergegründet. Er verlegte zunächst Literatur über Schulpsychologie und außenpolitische Themen, wandte sich bald aber wieder wehrtechnischen und militärhistorischen Schriften zu. 1960 verlegte der neue Eigentümer Alfred Metzner den Verlag nach Frankfurt am Main und benannte ihn in Bernard & Graefe Verlag für Wehrwesen um. 1974 erfolgte eine Verlegung nach München und die Rückbenennung in Bernard & Graefe. 1982 gab es einen Umzug nach Koblenz.
Seit etwa 1988 ist der Verlag in Bonn beheimatet. Er wurde der Mönch Verlagsgesellschaft (Mönch Publishing Group) angegliedert.
Im Verlag Bernard & Graefe wird vor allem Literatur zu Militärgeschichte und Wehrtechnik herausgegeben, darunter das regelmäßig erscheinende Handbuch der Bundeswehr und der Verteidigungsindustrie.